# یاغیزات‌لی (چلیخان)
یاغیزات‌لی (به ترکی استانبولی: Yağızatlı) (به کردی: Bistikan) یک منطقهٔ مسکونی کردنشین در ترکیه است که در چلیخان واقع شده‌است.